# Lionel Cripps
Lionel Cripps (Shimla, 11 de octubre de 1863-Umtali, 3 de febrero de 1950) fue un empresario y político de origen inglés que se desempeñó como primer presidente de la Asamblea Legislativa de Rodesia del Sur.

## Biografía
Nacido en Shimla, India, y educado en Inglaterra, era hijo del general del Estado Mayor de Bengala. Cripps se mudó a Sudáfrica en 1879, donde se dedicó a la agricultura. En 1890, Cripps sirvió como soldado en una tropa de la Columna Pioneer, ejército de la Compañía Británica de Sudáfrica, que ocupó Mashonalandia antes de convertirse en inspector en el distrito de Mazoe para, finalmente, establecerse cerca de Umtali para dedicarse al cultivo de tabaco. Al hacerlo, se convirtió en el primer agricultor de Rodesia que cultivó tabaco con fines comerciales. Allí representó a los agricultores de la región como jefe de un "comité de vigilancia", planteando sus quejas a Cecil Rhodes y exigiendo derechos políticos dentro de Rodesia.
El 6 de abril de 1893 se casó con Mary Lovemore en Ciudad del Cabo. De esta unión nacieron cuatro hijos (Lionel, Hereward, Harold y Derick) y una hija, Angela.
En 1903, Cripps ayudó a establecer, para posteriormente dirigir, la influyente Unión Agrícola de Rhodesia (RAU), un organismo que representantn organismo que representaba a los agricultores colonos. Intentó convertir su poder en la comunidad en una carrera política, impugnando sin éxito la circunscripción del este en las elecciones al Consejo Legislativo de Rodesia del Sur de 1911. Volvió a postularse para ocupar un escaño en el Consejo Legislativo de Rodesia del Sur, esta vez con éxito, en las elecciones de 1914. Se reeligió con éxito en los comicios de 1920. En este puesto, y tras la concesión a autogobierno a Rodesia del Sur en 1923, fue elegido como primer presidente de la recién creada Asamblea Legislativa de Rodesia del Sur el mismo año.
Tras su retiro de la política en 1935, Cripps ayudó a establecer los Archivos Nacional y se desempeñó como miembro de la Comisión de Monumentos Históricos y desarrollo una pasión por el arte rupestre, haciendo copias de todo el arte rupestre conocido en Rodesia. Muchas de sus reproducciones de pinturas y dibujos rupestres están archivadas en la Unidad Arqueológica de la Universidad de Zimbabue, publicándose en 2007 un estudio académico de su trabajo, titulado Inmortalizando el pasado - Reproducciones de arte rupestre de Zimbabue de Lionel Cripps 
Cripps murió en Umtali, Rodesia del Sur.